# Тясминка
Тясминка — колишній хутір (село) Новогеоргіївського району Кіровоградської області. Наприкінці 1950-х років, затоплене водами Кременчуцького водосховища.
Станом на 1946 рік, Тясминка, як хутір, разом із хутором Іллічівка та селом Велика Андрусівка входили до Великоандрусівської сільської ради.